# Iglesia del Evangelio Pleno de Yoido
La Iglesia del Evangelio Pleno de Yoido (en inglés: Yoido Full Gospel Church) es una mega iglesia perteneciente a las Asambleas de Dios, ubicada en la isla Yeouido de la ciudad de Seúl, en Corea del Sur. Actualmente es la congregación cristiana más grande del mundo, con una membresía que supera las 800,000 personas.

## Historia
La iglesia fue fundada en 1968 por el pastor evangélico David Yonggi Cho y su suegra, Choi Ja-Shil. La primera adoración tiene lugar en la casa de David Yonggi Cho con Choi Ja-shil, tres hijas de Choi Ja-Shil y una anciana.  Los dos pastores iniciaron una campaña de puerta a puerta, brindando asistencia humanitaria y espiritual a los pobres, orando por los enfermos. En 1968, la iglesia tenía 8,000 miembros. En 1973, la iglesia inauguró un edificio con un auditorio con 12,000 asientos. En 2012, 200.000 personas en Seúl y 800.000 en el país estaban afiliadas a la Iglesia.
En 2008, Young Hoon Lee se convirtió en Pastor Principal.

## Controversias
En 2014, Cho fue condenado por malversar $ 12 millones de dólares en fondos de la iglesia que le compró a su hijo Cho Jong-Un.